# 連合映画芸術家協会
聯合映畫藝術家協會（れんごうえいがげいじゅつかきょうかい、大正14年（1925年）設立 -昭和2年（1927年） 解散）は、かつて奈良に存在した日本の映画会社である。小説家の直木三十五が設立し、マキノ・プロダクションから撮影所を提供されて映画を連作した。

## 略歴
1925年（大正14年）3月、直木三十五（当時34歳、「直木三十三」名義）が設立、経営に根岸寛一、文芸部に文藝春秋社を開いた菊池寛を招いた。同協会の撮影所は奈良・東大寺戒壇院近辺にあった。設立第一作は、マキノ省三に大いに協力を受け、東亜キネマ等持院撮影所で撮影した衣笠貞之助監督の『月形半平太』で、同年5月15日に「浅草大東京」ほかで公開された。同作のキャストは、マキノが同年正月に撮った『国定忠治』とまったく同じ陣容がそのまま出演している。
同年9月4日に公開された設立第2作『弥陀ヶ原の殺陣』の原作にクレジットされている「西方弥陀六」とは、のちの大河内傳次郎のペンネームである。同作は大河内の映画初出演作であり（「室町次郎」名義）、引き続き撮影された高松プロダクション製作の『義憤の血煙』（監督高松操）で大河内は早くも初主演となった。『義憤の血煙』には、大河内はもちろんのこと、原健作、榊亀治、西村実、森敏治ら、前者のキャストが引き続きそのまま出演している。『弥陀ヶ原の殺陣』は、直木が脚本を書いた中川映画製作所製作の『室町御所』と二本立てで公開されている。
1926年（大正15年/昭和元年）には、前年、帝国キネマの内紛から生まれた東邦映画製作所の設立第一作『煙』を撮った伊藤大輔が同社を飛び出し、直木の動きに合流、伊藤映画研究所を設立する。設立第一作は菊池寛原作の『京子と倭文子』で、かつて谷崎潤一郎が大正活映の設立第一作で妻の妹葉山三千子をデビューさせたように、直木は同作で当時の愛人の香西梨枝、実娘の直木木ノ実（子役）をデビューさせている。いっぽう同年の衣笠は、新感覚派映画連盟として『狂つた一頁』を発表後衣笠映画連盟を設立、マキノ省三の庇護下から飛び出し、松竹キネマと組むことになる。
1927年（昭和2年）5月にはマキノ・プロダクションが現在の名古屋市南区道徳新町に「マキノ中部撮影所」を開所しており、鈴木謙作監督の『新珠』と『炎の空』は、同撮影所をレンタルして撮影している。なお、『新珠』は同作の公開のわずか2日後に、松竹蒲田撮影所が島津保次郎監督、鈴木伝明主演の同一原作の同一タイトル作をぶつけてきている。
製作費6,000円で都内4館で封切れば3,000円の利益が出る、というビジネス・スキームを胸に、直木は映画事業に傾注したが、ヒットは第一作の『月形半平太』のみ。最終的に多大な負債を抱え、「キネマ界児戯に類す」と言い放ち、直木は映画事業から撤退した。

## 概要
文学の菊池寛や直木のみならず新感覚派の横光利一ら、漫画の『ノンキナトウサン』（報知新聞連載）、無声映画ニューウェイヴともいうべき衣笠貞之助や伊藤大輔、俳優の大河内傳次郎、そして東京のインディペンデント派の「台風の目」であるタカマツ・アズマプロダクションの面々が、マキノ省三と直木三十五を巨大な二連星として繰りひろげる、当時の大正サブカルチャーのクロスオーヴァーの現場が、まさに「連合映画芸術家協会」であったといえる。
直木三十五自身も脚本を書き、監督している。『一寸法師』の演出中、志波西果監督が逃亡し、後半直木が演出に乗り出したのに次いで、「新青年」誌に連載中の小酒井不木の『疑問の黒枠』を掲載誌を片手にシナリオもなく撮ったという。
直木三十五は当時、映画界からは「作家ゴロ」、「映画ゴロ」などと陰口を叩かれて、評判が良くなかった。東亜キネマとマキノ・プロダクション間のいざこざを幸いと、聯合映画芸術家協会はマキノ省三に取り入り、衣笠監督に『弥陀ヶ原の殺陣』を撮らせ、続いて奈良の中川映画製作所に中川紫郎監督（名義は総指揮）、直木三十五脚色で『室町御所』を撮らせ、マキノに売りつけている。
マキノ雅弘は『室町御所』に出演した姉の輝子について、助監督を務めたが、このとき中川紫郎監督に「三年間俺の助監督につけば、日本一の監督にしてやる」と云われた。しかしマキノは「当の中川紫郎監督の映画を見たら、ひどい作品であった。聯合映画芸術家協会とは名ばかり、およそ『芸術』とはかけ離れた協会作品であった」と述べている。
聯合映画芸術家協会の作品のほとんどは、マキノに出資させて製作したものだった。のちに「大衆文芸同人」と名を改め、同じ陣容で『野火』を製作。マキノ雅弘は「大衆文芸同人も聯合映画芸術家協会も、相手は活動屋だとタカをくくって食い物にしていたようだ。連中に振り回されて、マキノは、せいぜいどっかの雑誌屋の宣伝のための映画を客に見せていたのではなかったろうか」と、「カツドウヤ」の立場からこの団体を痛烈に批判している。

## フィルモグラフィ

### 1925年
- 月形半平太

監督衣笠貞之助、原作行友李風、脚本古間礼一、撮影宮崎安吉
出演沢田正二郎、鬼頭善一郎、鳥居正、原清二、上田吉二郎、中村若之助、久松喜代子
製作 連合映画芸術家協会・東亜キネマ等持院撮影所、配給マキノ・プロダクション（同時上映二川文太郎『墓石が鼾する頃』）
脚本家「古間礼一」について、マキノ雅弘は「こんな人は映画のホンヤ（脚本屋）としては、このあと、やはり聯合映画芸術家協会作品『新珠』のスタッフに名を連ねているだけで、そのあとどんな作品を書いたものやら、とんと聞いたことがない。おそらく衣笠貞之助あたりが直木氏に金を作ってやるためにこしらえてやった名前ではないかとも思うのだが」と語っている。
- 弥陀ヶ原の殺陣

監督・脚本衣笠貞之助、原作西方弥陀六（大河内伝次郎）、撮影田中十三、指揮倉橋仙太郎、助監督マキノ雅弘（「マキノ正唯」名義）
出演原健作、榊亀治、西村実、室町次郎（大河内伝次郎）、森敏治
製作・配給 連合映画芸術家協会（同時上映『室町御所』）
- 室町御所

監督広瀬五郎、原作岡本綺堂、脚本直木三十五（「直木三十三」名義）、撮影河上勇喜、指揮中川紫郎、助監督マキノ正唯
主演マキノ輝子、実川延松
製作 中川映画製作所、配給 連合映画芸術家協会
- 通り魔

監督広瀬五郎、原作佐々木味津三、撮影河上勇喜、指揮中川紫郎
出演実川延松、嵐橘太郎、中村琴之助、尾上多見右衛門
製作 中川映画製作所・連合映画芸術家協会、配給マキノ・プロダクション（同時上映畑中蓼坡監督『中山安兵衛』、マキノ御室撮影所作品）
- ノンキナトウサン 花見の巻　監督畑中蓼坡
- ノンキナトウサン 活動の巻　監督小沢得二

原作麻生豊、脚本金子洋文、撮影高城泰策
出演曽我廼家五九郎、武智薫子、名村春操、花園百合子
製作 連合映画芸術家協会（二本立て公開）
- 生玉心中

監督中川紫郎・広瀬五郎、脚本直木三十三、撮影河上勇喜
主演実川延松、春日小夜子
製作 中川映画製作所、配給 マキノ・プロダクション（同時上映衣笠貞之助・山根幹人監督『エキストラガール』、橋本佐一郎監督『呑喰気抜之助』、勝見正義監督『復讐と兄弟』、いずれもマキノ御室撮影所作品）
- 日輪

監督衣笠貞之助、指揮マキノ省三、原作横光利一、脚本一文字京輔、撮影田中十三、装置河合広始、助監督マキノ正唯
出演沢村源十郎、二代目市川猿之助、マキノ輝子、二代目市川團子、泉春子、マキノ富栄、市川笑太郎、市川笑猿、市川小太夫
製作 マキノ御室撮影所・連合映画芸術家協会、配給 マキノ・プロダクション（同時上映曽根純三監督『寺子屋騒動』、マキノ御室撮影所作品）

### 1926年
- 山賊

監督マキノ省三・富沢進郎・橋本佐一郎（「橋本佐一呂」名義）、原作・主演曽我廼家五九郎、脚本青木優、撮影松田定次
出演名村春操、中野信近、花園百合子
製作 連合映画芸術家協会、配給 マキノ・プロダクション（同時上映二川文太郎監督『延宝奇聞 美丈夫 前篇』）
マキノ撮影所で撮られ、製作費も全部マキノ出資で、直木はただ協会作品というタイトルを出すだけで金を取っていた。マキノ雅弘は「若かった私は文芸作家協会という人達は、恥ずかしいということを知らない人たちばかりだと真面目に思ったものである」と述べている。
- 京子と倭文子

監督・脚本伊藤大輔、原作菊池寛、撮影河上勇喜、指揮久米正雄
出演東明二郎、香西梨枝、直木木ノ実、伊藤みはる、風間宗六（「吉村哲哉」名義）、香川良介（「香川遼」名義）
製作 連合映画芸術家協会・伊藤映画研究所
マキノプロが作品を買って公開。雅弘は久米正雄が伊藤監督を「指揮」するほど映画製作を御存じなのかと、久米に会った時に尋ねると、「そんなもん（映画）、あったのか」と笑っていた。
- 日輪 前篇

監督・脚本伊藤大輔、原作三上於菟吉、撮影河上勇喜
出演東明二郎、夏川静江、日夏百合江、金井謹之助、高堂国典、吉村哲哉、大木清
製作 連合映画芸術家協会・伊藤映画研究所 　
- 天一坊と伊賀亮

監督牧野省三・衣笠貞之助、原作額田六福、脚本直木三十三、撮影田中十三、助監督マキノ正唯
主演市川猿之助、市川八百蔵、市川小太夫、沢村源十郎、マキノ輝子
製作 連合映画芸術家協会・春秋座、配給 マキノ・プロダクション（同時上映橋本佐一郎監督『大晏寺堤』、マキノ御室撮影所作品）
マキノ雅弘によると『月形半平太』の儲けを全部つぎ込んで撮った作品。猿之助一座の出演料は「四万円」という破格の額だった。
- 地蔵経由来

監督深川ひさし、原作久米正雄、指揮・脚本直木三十三、撮影柏田敏雄、字幕稲垣虹二郎
主演金井謹之助、高堂国典、香川遼、稲垣浩、東明二郎
製作 連合映画芸術家協会（同時上映人見吉之助監督『わすれ髪』、マキノ御室撮影所作品）
- 日輪 中篇
- 日輪 後篇

監督・脚本伊藤大輔、原作三上於菟吉、撮影河上勇喜
出演香西梨枝、東明二郎、吉村哲哉、永田恒雄、香川遼、金井謹之助、保瀬薫
製作 連合映画芸術家協会・伊藤映画研究所 　
- 水の影

監督・脚本高田保、原作久米正雄、撮影持田米三（「持田米彦」名義）
出演御橋公、結城一郎、笈川武夫、保瀬薫、伊沢蘭奢
製作 連合映画芸術家協会、配給 マキノ・プロダクション（同時上映沼田紅緑監督『佐平次捕物帖 新釈紫頭巾 前篇』、マキノ御室撮影所作品）

### 1927年
- 一寸法師

監督・脚本直木三十五、共同監督志波西果、原作江戸川乱歩、撮影酒井健三
主演石井漠、白川珠子、栗山茶迷、石井小浪、鈴木芳子
製作 連合映画芸術家協会
- 疑問の黒枠

監督・脚本直木三十五、原作小酒井不木
製作 連合映画芸術家協会
- 新珠

監督鈴木謙作、原作菊池寛、脚本直木三十五、撮影柏田敏雄
主演富士龍子、東愛子、石井小浪、梅島昇、友成若波、中西近之祐、今井緑郎
製作 連合映画芸術家協会、配給 マキノ・プロダクション（同時上映中島宝三監督『万花地獄 第一篇』、マキノ御室撮影所作品）
- 炎の空

監督鈴木謙作、原作三上於菟吉、脚本直木三十五、撮影柏田敏雄
主演梅島昇、荒木忍、富士龍子、今井緑郎、浅原和夫、東愛子
製作 連合映画芸術家協会、配給 マキノ・プロダクション（同時上映中島宝三監督『万花地獄 第三篇』、マキノ御室撮影所作品）

## 関連事項
- マキノ・プロダクション （マキノ省三）
- タカマツ・アズマプロダクション （高松豊次郎）
- 新感覚派映画連盟 （横光利一、川端康成、片岡鉄兵、衣笠貞之助）
- 衣笠映画連盟 （衣笠貞之助）
- 中川映画製作所 （中川紫郎）
- 伊藤映画研究所 （伊藤大輔）

## 註
1. ↑  直木三十五#名前についてを参照。
2. ↑  植草信和「直木三十五と映画」（2007年1月10日付）の記述を参照。
3. ↑  直木の甥・植村鞆音『直木三十五伝』（文藝春秋、2005年 ISBN 4163671501）の記述を参照。
4. ↑  『映画渡世・天の巻 マキノ雅弘伝』（マキノ雅弘、平凡社）
5. ↑  以後、マキノのコメントはすべて『映画渡世・天の巻 マキノ雅弘伝』（マキノ雅弘、平凡社）より